# Salão de Humor da Anistia
Salão de Humor da Anistia foi uma exposição realizada em 2009 em comemoração aos 30 anos da Lei da Anistia. Foram reunidas charges políticas sobre o tema feitas por artistas como Chico Caruso, Glauco, Henfil, Jaguar, Ziraldo, entre outros. O material foi lançado em um livro no mesmo ano, publicado pelo Senado Federal junto com o Centro de Memória Digital da Universidade de Brasília. O livro ganhou o 22º Troféu HQ Mix na categoria "publicação de charges".